# Rolladen Schneider Flugzeugbau GmbH
Rolladen Schneider Flugzeugbau GmbH was een door Walther Schneider en Wolf Lemke opgerichte zweefvliegtuigfabrikant. Sinds het faillissement in 2003 worden enkele modellen nog door DG Flugzeugbau GmbH verder gebouwd.

## Modellen

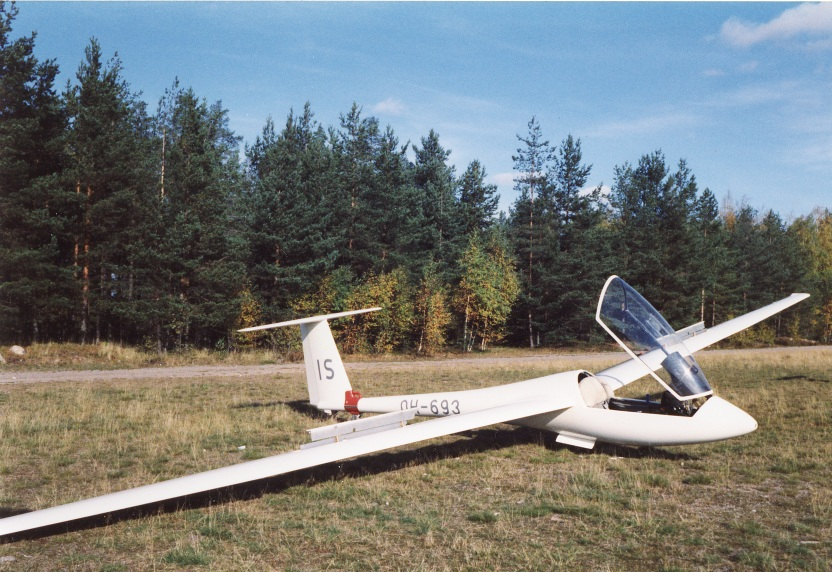
LS4-a

Het eerste vliegtuig was in 1968 de LS1, een standaardklasse zweefvliegtuig met een spanwijdte van 15 meter, dat zeer succesvol was bij wedstrijden. Helmutt Reichmann werd wereldkampioen met dit type. De LS2 werd als puur prestatiezweefvliegtuig geconstrueerd. Reglementswijzigingen maakten het toestel echter onverkoopbaar. Daarom werd het renklasse zweefvliegtuig LS3, met 15 meter (en later met optionele 17 meter opsteekvleugels), uitgerust met welvingskleppen gebouwd. De 17-meterversie speelde een pioniersrol voor de latere FAI 18-Meter-Klasse. Van de LS3 werd de standaardklasse LS4 afgeleid, die zeer succesvol bleek en waarvan meer dan duizend exemplaren gebouwd werden. De LS5, een eenzitter voor de open klasse met een spanwijdte van 23 meter ging niet in serieproductie. Desondanks vliegt het prototype nog steeds. De LS6 was het volgende renklasse vliegtuig, dat met 15 en 17,5 (later 18) meter spanwijdte werd aangeboden.
De LS7 voor de standaardklasse werd zeer snel vervangen door de van de LS6 afgeleide LS8, omdat die niet volgens verwachting presteerde. De LS8, met een productie van eveneens meer dan 100 exemplaren, werd in een 15 en 18 meter versie aangeboden, alsmede ook met een optie voor een hulpmotor. De LS9 is een zelfstarter, die de ruime cockpit van de LS4 met de 18 meter vleugels van de LS6 combineerde. Hiervan werden er 10 gebouwd. De LS10 was de laatste ontwikkeling van Rolladen Schneider. Dit was het eerste vliegtuig dat grotendeels door Wolf Lemkes opvolger Werner Scholz (ook bekend als„Micro“) ontworpen werd. Dit is wederom een vliegtuig met welvingskleppen met 15 of 18 meter spanwijdte. Hoewel LS eigenlijk voor Lemke-Schneider staat, werd de aanduiding ook voor de LS10 behouden, waarschijnlijk vanwege marketing-technische redenen.
Rolladen Schneider was een van de eerste firma's, die een zogenaamde Röger-Haak seriematig ingebouwd had, en bovendien een van de weinige firma's die elk afzonderlijk deel van hun vliegtuigen zelf fabriceerden in hun fabriek in Egelsbach.
De LS4 en de LS6 zullen door AMS-Flight in Slovenië verder gebouwd worden. De LS8 en de LS10 worden door DG Flugzeugbau GmbH verder verkocht.

## Weblinks
- Geschiedenis van de LS-vliegtuigen
- LS-Typen, gebouwde aantallen/serienummers (PDF; 123 kB)